# Tédjé
Tédjé of Tédié is een gemeente (commune) in de regio Mopti in Mali. De gemeente telt 8800 inwoners (2009).
De gemeente bestaat uit de volgende plaatsen:
- Andji
- Deguené Da
- Entaga
- Guéné-Doundé
- Obé
- Ogodiambia
- Ogoiré
- Panga-Nim
- Panga-Sol
- Saoura-Ambilé
- Saoura-Com
- Tongo-Tongo (hoofdplaats)